# ВЕС Фекеєнь
ВЕС Фекеєнь – вітрова електростанція в Румунії у повіті Яломіца.
Майданчик для станції обрали на південному сході країни у історичному регіоні Мунтенія. Будівельні роботи розпочались у 2013-му, а наступного року тут ввели в експлуатацію 44 вітрові турбіни данської компанії Vestas типу V112/3000 із одиничною потужністю 3 МВт. При діаметрі ротору у 112 метрів вони монтувались на башти висотою 119 метрів. 
В межах ВЕС споруджено дві трансформаторні станції – 33/115/400 кВ та 33/110 кВ, а для підключення до підстанції Gura Ialomitei прокладено 19,5 км ЛЕП, що працює під напругою 400 кВ. Також в межах проекту проклали 43 км кабелів для роботи під напругою 33 кВ та 50 км доріг.
Проект передбачає можливість розширення ВЕС удвічі – до 264 МВт.